# Templo de Valhala

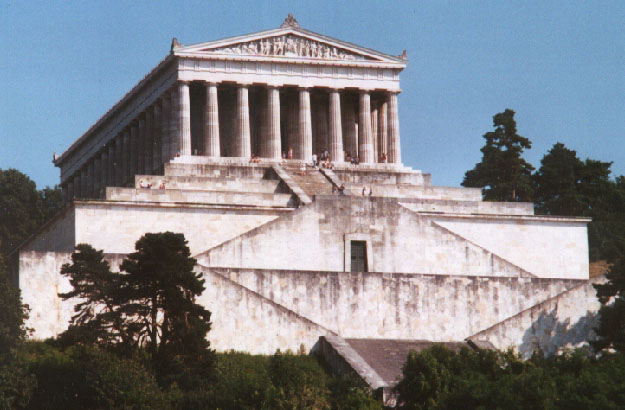
Templo de Valhala, Alemanha

O Templo de Valhala (em alemão: Walhalla) é uma construção localizada nos arredores da cidade de Ratisbona (em alemão:  Regensburg), na Baviera, Alemanha. Foi erguido em mármore, no  início do século XIX, pelo rei Luís I da Baviera, tendo como modelo o Partenon em Atenas.
Foi projetado pelo arquitecto Franz Leo von Klenze. Sua construção foi iniciada em 1816 e completada 26 anos depois (1842). Nele encontram-se estátuas de heróis nacionais. Valhala na mitologia nórdica também é o lugar onde iam, após a vida, os guerreiros viquingues mais corajosos e vitoriosos.
Adolf Hitler visitou o Valhala ainda na sua juventude e mais tarde. O espírito nacionalista e romântico que ensombra este lugar parece ter-lhe agradado bastante. Hoje, o Valhala alberga também estátuas de personalidades que não teriam agradado a Hitler, como o judeu Albert Einstein e a heroína da Resistência da Segunda Guerra Mundial, Sophie Scholl.